# Foreningen af Speciallæger
Foreningen af Speciallæger (FAS) er en forhandlingsberettiget forening under Lægeforeningen, som særligt har til formål at varetage speciallægers faglige, organisatoriske, økonomiske og kollegiale interesser. Foreningen har . 8.627 medlemmer, der (januar 2019) er fordelt på følgende  erhvervsforeninger:
- Overlægeforeningen Arkiveret 9. januar 2019 hos  Wayback Machine - (OL) (6.566 medlemmer)
- Foreningen af Praktiserende Speciallæger Arkiveret 9. januar 2019 hos  Wayback Machine - (FAPS) (1.036 medlemmer)
- Læger i Erhvervslivet Arkiveret 9. januar 2019 hos  Wayback Machine - (LE) (358 medlemmer)
- Universitetsansatte Læger Arkiveret 9. januar 2019 hos  Wayback Machine - (ULF) (193 medlemmer)
- Overlæger i Staten Arkiveret 9. januar 2019 hos  Wayback Machine - (OS) (123 medlemmer)
- Foreningen af Lægelige Chefer i Danmark Arkiveret 9. januar 2019 hos  Wayback Machine - (FLCD) (117 medlemmer)
- Foreningen af kommunalt ansatte læger i FAS Arkiveret 9. januar 2019 hos  Wayback Machine - (FAKL) (75 medlemmer)

## Eksterne links
- FAS' hjemmeside Arkiveret 9. januar 2019 hos  Wayback Machine
- Lægeforeningens portal